# Isocapnia guentheri
Isocapnia guentheri is een steenvlieg uit de familie Capniidae. De wetenschappelijke naam van de soort is voor het eerst geldig gepubliceerd in 1970 door Joost.